# Bogusław Cygan
Bogusław Piotr Cygan (ur. 3 listopada 1964 w Rudzie Śląskiej, zm. 15 stycznia 2018) – polski piłkarz i trener. Grał na pozycji napastnika. Grając w Stali Mielec został królem strzelców I ligi w sezonie 1994/95 strzelając 16 goli. Grając w Stali zdobył także licencje trenerskie w tzw. kuleszówce (Szkole Trenerów PZPN). Pierwszą pracę trenerską podjął w Polonii Łaziska Górne, gdzie był grającym szkoleniowcem. Był trenerem zespołu LKS Żyglin grającego w śląskiej klasie A – Podokręg Bytom (VI liga).